# Pont de la chaussée d'Etterbeek
La construction de ce pont-rail qui supporte les voies de la ligne 161 à la sortie du tunnel Berlaymont (Station Schuman) pour franchir la Chaussée d’Etterbeek nécessitait une hauteur de tablier minimum. Pour la portée envisagée (33m), ceci dicte l’utilisation de poutres préfléchies.
Pont-rail composé de 3 tabliers indépendants supportant chacun une voie. Chaque tablier est composé de 3 poutres préfléchies. Chaque poutre préfléchie est constituée d’un profilé HEM 1000, sérieusement renforcé par des plats soudés sur les semelles.

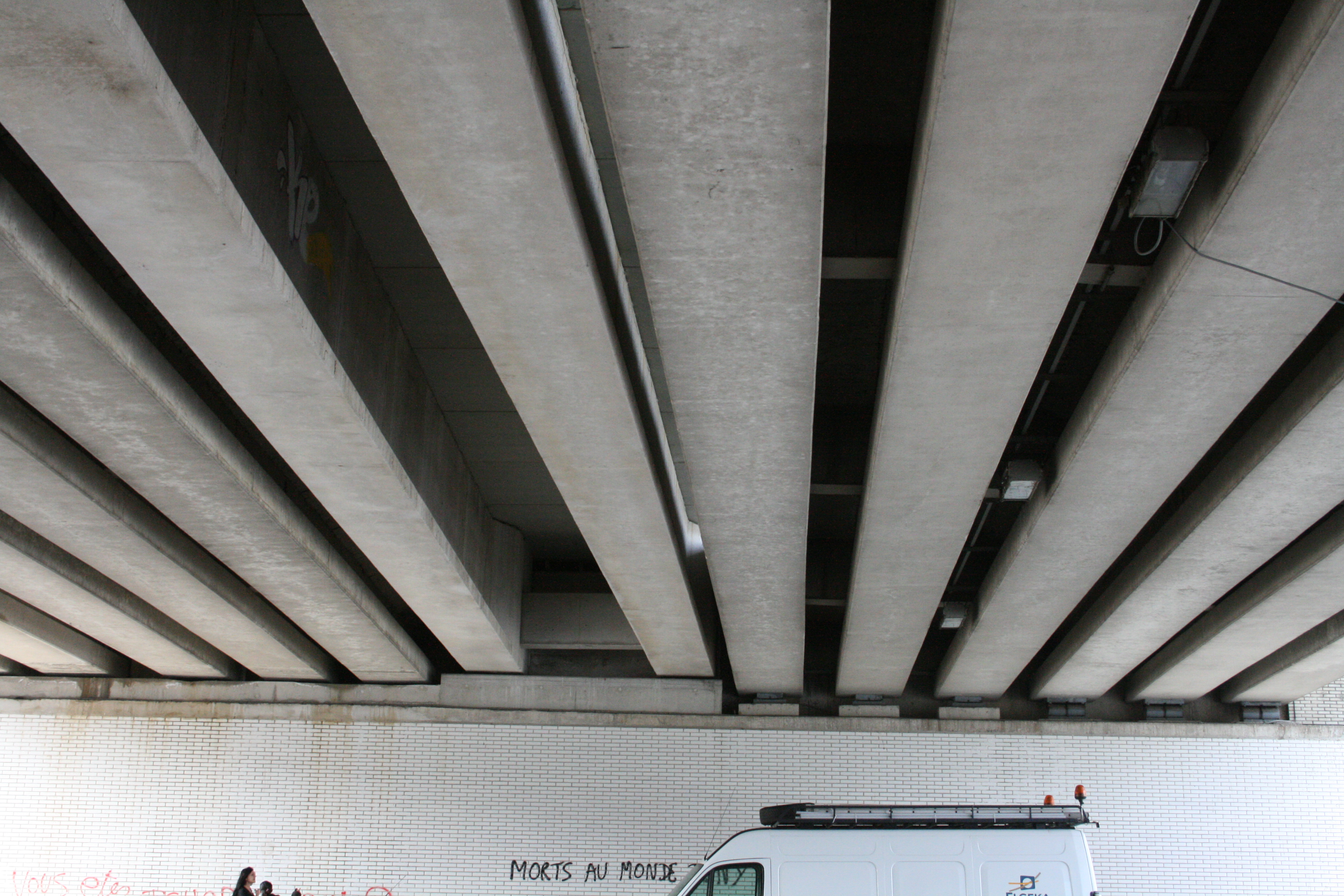
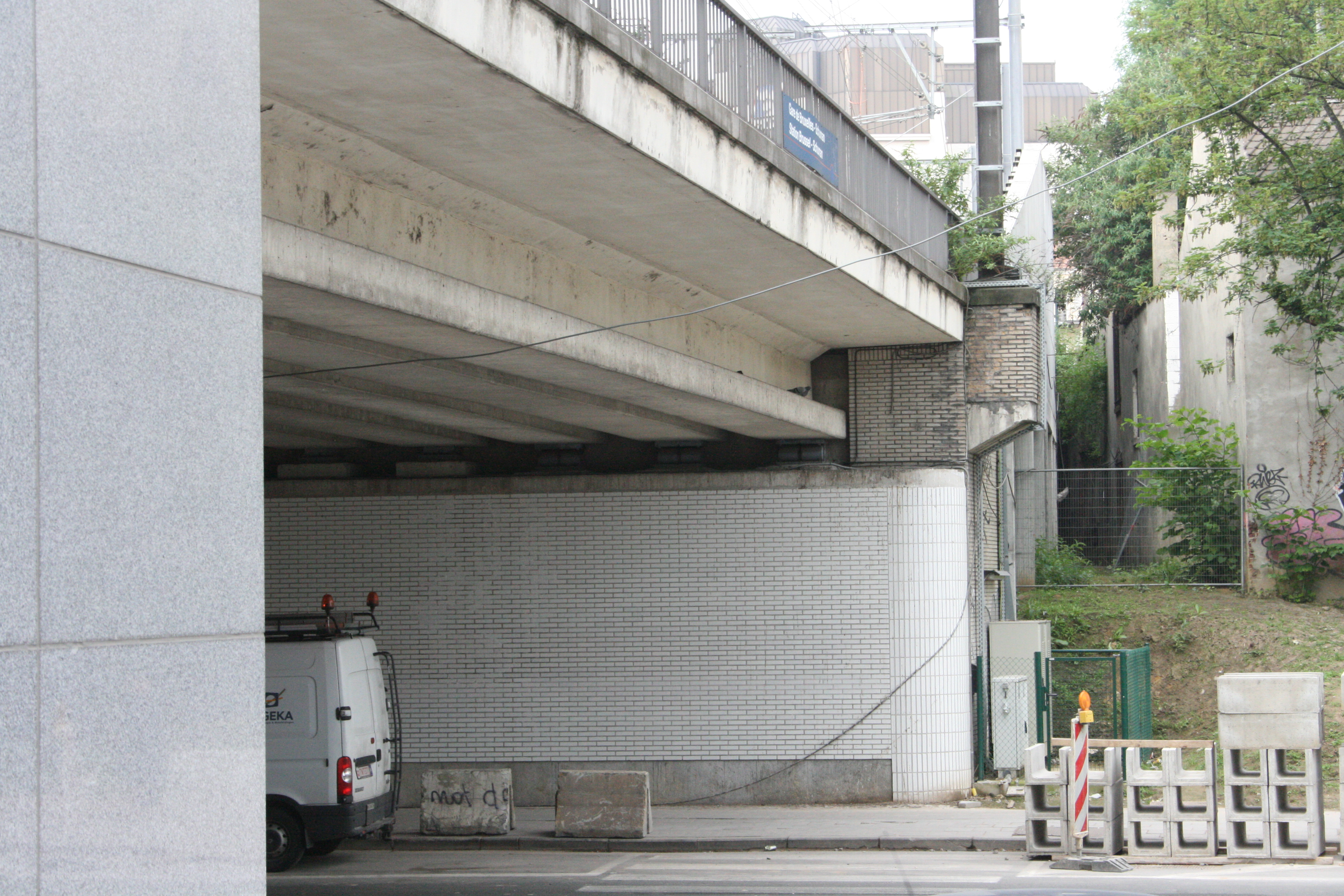